# StarCraft II: Heart of the Swarm

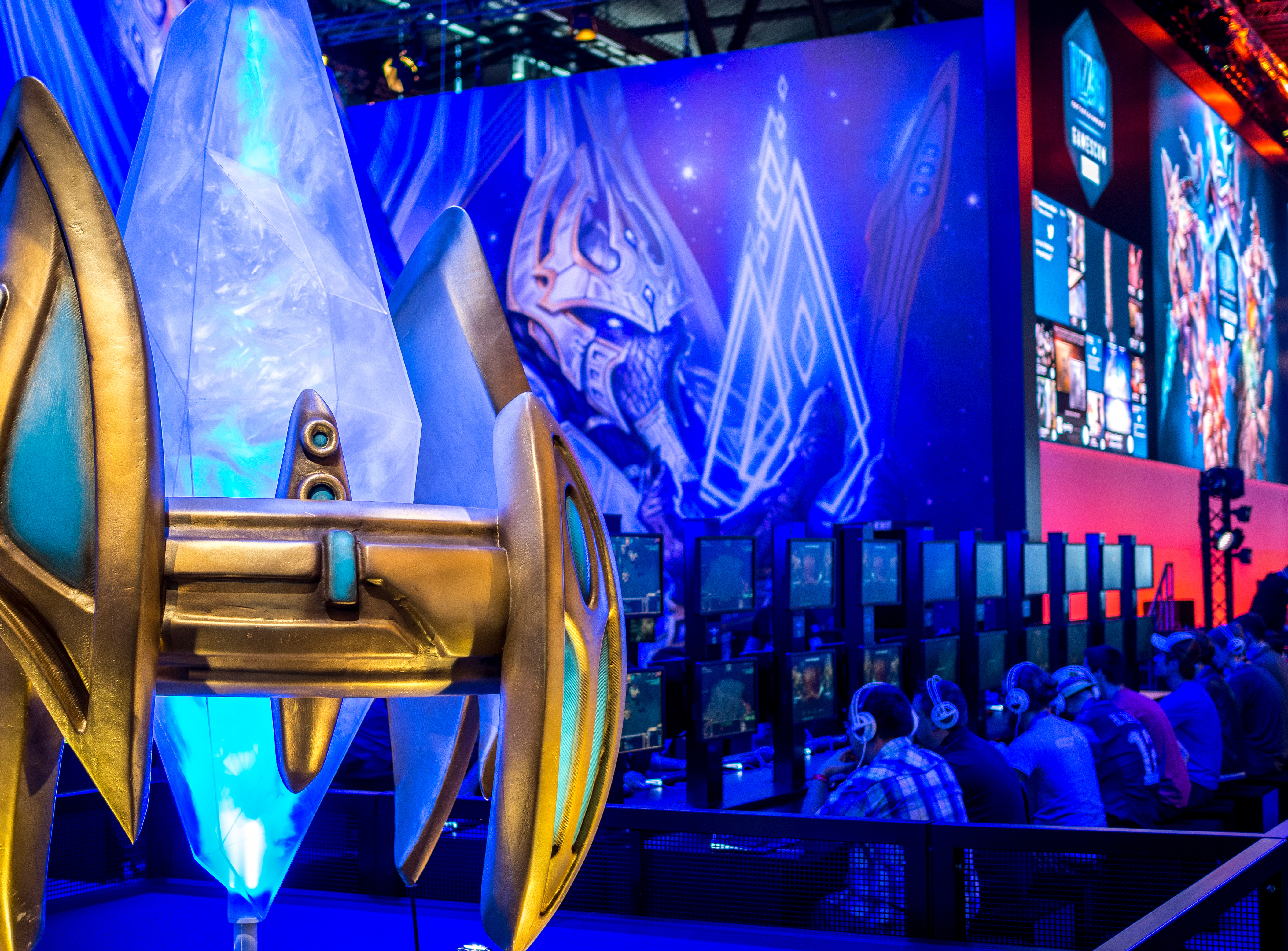
StarCraft II na targach gier komputerowych Gamescom.

StarCraft II: Heart of the Swarm (lub krócej StarCraft II) – strategia czasu rzeczywistego, umieszczona w realiach science fiction, stworzona przez studio Blizzard Entertainment na systemy Microsoft Windows i OS X. W przeciągu dwóch dni od premiery sprzedano ponad 1,1 miliona egzemplarzy. 15 lipca 2015 otrzymał status dodatku samodzielnego, dzięki czemu nie wymaga Wings of Liberty do instalacji.
Gra zawiera nowe jednostki i ulepszenia w trybie wieloosobowym w stosunku do StarCraft II: Wings of Liberty, a także kampanię skupiającą się na rasie Zergów. 15 sierpnia 2012 roku Blizzard zapowiedział, że beta testy gry niedługo się rozpoczną. Oficjalnie beta gry rozpoczęła się 5 września 2012 roku. Początkowo dostęp mieli jedynie profesjonalni gracze oraz dziennikarze. Wraz z czasem dostęp do bety rozszerzał się na pozostałych graczy. Dostęp do wersji beta można było uzyskać poprzez złożenia zamówienia przedpremierowego.

## Odbiór gry

### Sprzedaż
21 marca 2013 roku Blizzard Entertainment poinformował, że dodatek podobnie jak podstawowa wersja gry, cieszy się dużą popularnością wśród graczy, w przeciągu dwóch dni od premiery sprzedano ponad 1,1 milion egzemplarzy gry (zarówno wersji pudełkowych, jak i cyfrowych). 1 sierpnia 2013 roku Heart of the Swarm został ogłoszony 16. najszybciej sprzedającą się grą Blizzarda. 6 lutego 2014 roku Activision Blizzard ogłosił, że dodatek był najlepiej sprzedającą się produkcją na PC w Ameryce Północnej w ciągu roku kalendarzowego 2013. Z kolei w 2014 stowarzyszenie Entertainment Software Association podało, że Heart of the Swarm znalazło się na 1. miejscu najlepiej sprzedających się gier w 2013 roku.
Według organizacji VGChartz sprzedaż Heart of the Swarm wyniosła łącznie 1,67 mln egzemplarzy, w tym 850 tys. w Ameryce Północnej, 680 tys. w Europie oraz 140 tys. w pozostałych krajach. Z kolei Statistic Brain podaje, że seria StarCraft II odnotowała łączną sprzedaż 8,6 mln egzemplarzy gry, co przełożyło się 542,5 mln dolarów przychodu.

### Strony agregujące recenzje
Od momentu wydania, Heart of the Swarm spotkał się z uznaniem krytyków, zdobywając zagregowany wynik 86/100 na Metacritic (w oparciu o 68 recenzji) oraz 86,39% na GameRankings (w oparciu o 40 recenzji).

### Recenzje
PC Gamer dał grze 91%, nazywając ją „tradycyjnym RTS-em niezbędnym dla każdego, kto interesuje się rywalizacyjnymi grami strategicznymi i bardzo poleca ją każdemu, nawet jeśli nie jest fanem takich gier”. GameSpot ocenił grę na 8/10, chwaląc grę za „fantastycznie zróżnicowaną kampanię i zabawną grę wieloosobową", jednocześnie krytykując pisarstwo jako "nijakie", a opętaną obsesją zemsty bohaterkę Kerrigan opisał jako "niesympatyczną". Z kolei serwis Gry-Online dał grze ocenę 9/10, twierdząc, że "kampania jest różnorodna, dosyć długa i piekielnie wciągająca (...) a gra online sprawia jeszcze więcej przyjemności i dobrze rokuje na przyszłość".